# Corredor X
Corredor X (覆面レーサー, Fukumen Rēsā, lit. Corredor Mascarado) é um personagem do anime e do filme Speed Racer. Ele é irmão de Speed Racer e seu nome verdadeiro é Rex Racer. Rex brigou com o pai Pops e fugiu de casa, foi treinado pelo Príncipe Kabala, regente de Kapetapek.
Corredor X dirige o Shooting Star número 9.

## Shooting Star
O Shooting Star é o carro do Corredor X, cor amarelo vivo com um pára-choques dianteiro e preto numerados 9 sobre o capô e lados. O motor do carro está localizado na parte de trás, e é uma máquina muito ágil, muitas vezes exibindo habilidades semelhantes aos acima e as do Mach 5. Muitas de suas características de alta tecnologia permitiu Corredor X ficar de olho em Speed Racer, que é seu irmão mais novo. Assim como o Mach 5, o Shooting Star também lembra os carros Ferrari pelo seu motor V12 traseiro e a cor do carro ser amarela a cor original da Ferrari apesar da fama vir com o carro na cor vermelho da Ferrari. Pode-se dizer que o Shooting Star seria o Mach 9, mas a explicação é outra. Na série de desenhos original, Rex Racer, o Corredor X se torna espião internacional, referencia dos autores japoneses da série Speed Racer as aventuras de James Bond. Como não podiam usar o número 7 para não fazerem alusão a 007 número código de James Bond no Serviço Secreto Britânico, o MI6 por causa dos direitos autorais do personagem criado por Ian Fleming e assim, deram a Rex o código de agente secreto número 9 da Interpol

## Outras Mídias

### Quadrinhos
Em 2000 Tommy Yune escreveu uma mini-série onde contava como conheceu Kabala e teve um relacionamento com a irmã do príncipe. Durante seu tempo de formação com o real líder, Rex é informado de que é o nono estudante de Kabala, e daí o número 9. Rex também desenvolve outros carros 9 numerados com tinta esquemas semelhantes - com nomes e variantes como "Falling Star (Estrela Cadente)".

### Speed Racer, O filme
Ele forjou sua própria morte, dentro de uma caverna no rally de Casa Cristo, explodindo seu carro. Após isso, fez uma cirurgia plástica e reapareceu no mundo das corridas como Corredor X, ajudando seu irmão nas corridas, mas não dizendo a ele quem é na verdade. Speed Racer desconfia que ele era Rex, pelo seu jeito de pilotar e como um sabia o que o outro ia fazer, como se pilotassem juntos a anos, até ver seu rosto. No entanto, o Inspetor da CIB e sua mecânica Minx conhecem toda a história e lhe prometeram não contar a ninguém - contando os próprios Racer.